# Chuglamsar
Chuglamsar es una ciudad censal situada en el distrito de Leh,  en el territorio de Ladakh (India). Su población es de 10754 habitantes (2011). Se encuentra a orillas del río Indo.

## Demografía
Según el censo de 2011 la población de Chuglamsar era de 10754 habitantes, de los cuales 6524 eran hombres y 4230 eran mujeres. Chuglamsar tiene una tasa media de alfabetización del 79,01%, superior a la media estatal del 67,16%: la alfabetización masculina es del 85,82%, y la alfabetización femenina del 68,13%.